# Фок, Александр Александрович (декабрист)
Алекса́ндр Алекса́ндрович (фон) Фок (1803 или 1804 — август 1854) — декабрист. Двоюродный брат декабриста Н. П. Кожевникова.

## Биография
Происходил из дворян Санкт-Петербургской губернии. Его отцом был вятский обер-форштмейстер коллежский советник Александр Карлович Фок, владевший небольшим деревянным домом в Вятке и 20 душами в деревне Борейшево Уфимского уезда Оренбургской губернии.
Воспитывался дома, его наставниками были Моке и Леливский. В 1819 году жил в Петербурге в доме Державиных. 
19 марта 1821 года вступил на службу подпрапорщиком в лейб-гвардии Измайловский полк, портупей-прапорщик — с 21 ноября 1822 года, прапорщик — с 6 января 1823 года, подпоручик — с 18 июня 1825 года.
Перед событиями 14 декабря 1825 года в Измайловском полку велась агитация среди солдат против новой присяги. Среди агитаторов были член Северного общества капитан И. И. Богданович и подпоручики А. Фок, князь А. П. Вадбольский, М. П. Малютин, которые сами в тайных обществах не состояли, но обещали участвовать в выступлении, знали о его целях. Нил Кожевников писал члену тайного общества Матвею Лаппа, что несколько офицеров полка решились «лучше умереть, нежели присягнуть». Накануне выступления Фок написал отцу письмо, «в коем он говорит, что, может быть, с ним более не увидится, но чтобы не огорчался, ибо если падёт, то за отечество».
Был арестован 15 декабря 1825 года в казармах своего полка, доставлен в Петропавловскую крепость — 17 декабря («посадить на гауптвахте в крепости»), с 4 января 1826 в № 10 Кронверкской куртины.
Следствием установлено, что членом тайных обществ декабристов не был, но агитировал против присяги Николаю I. Секретарь Следственного комитета по делу декабристов А. Д. Боровков в своём «Алфавите» написал:

Членом не был и о существовании общества не знал. По сомнению в действительности отречения цесаревича от престола старался во время присяги отклонить от оной нижних чинов и говорил им, чтобы брали боевые патроны, но в продолжение мятежа находился в полку у своего места и более ни в чём предосудительном не замечен.
Был осужден по XI разряду и по конфирмации 10 июля 1826 года «написан в рядовые с определением в дальние гарнизоны без лишения дворянства»; 17 августа 1826 года определён в Усть-Каменогорский гарнизонный батальон. По указу 22 августа 1826 года переведён в Кавказский корпус и 4 марта 1827 года зачислен в 41-й егерский полк, унтер-офицер — 16 ноября 1828, 1 января 1830 года переведён в 44-й егерский полк. В 1831 году привлекался к следствию за распространение вольных мыслей. С 24 января 1833 — прапорщик с определением в 10-й Оренбургский линейный батальон, 2 января 1835 уволен за ранами от службы с пенсионом и установлением секретного надзора и запрещением въезда в столицы. Жил в имении жены — деревне Андреево Бирского уезда Уфимской губернии. Скончался в августе 1854 года.